# John F. Seymour
John Francis Seymour Jr. (ur. 3 grudnia 1937 w Chicago) – amerykański polityk, członek Partii Republikańskiej.

## Działalność polityczna
Od 1978 do 1982 był burmistrzem Anaheim. Następnie do 1991 zasiadał w stanowym Senacie Kalifornii. W okresie od 7 stycznia 1991 do 10 listopada 1992 był senatorem Stanów Zjednoczonych z Kalifornii (1. Klasa).